# Edward Allen Bernero
Edward Allen Bernero est un scénariste et producteur américain né le 29 août 1962 à Chicago (Illinois). Il est connu pour avoir créé avec John Wells la série New York 911 qui dura de 1999 à 2005 et la série Crossing Lines.

## Filmographie

### Producteur
- 1999 - 2005 : New York 911 (132 épisodes)
- 2005 - 2011 : Esprits criminels (137 épisodes)
- 2009 : Washington Field (téléfilm)
- 2011 : Criminal Minds Suspect Behavior (13 épisodes)
- 2011 : Partners (téléfilm)
- 2013 - 2014 : Crossing Lines (16 épisodes)

### Scénariste
- 1997 : New York Police Blues (1 épisode)
- 1997 - 1998 : F/X, effets spéciaux (2 épisodes)
- 1997 - 1998 : Brooklyn South (4 épisodes)
- 1998 : Trinity (1 épisode)
- 1999 - 2005 : New York 911 (132 épisodes)
- 2005 - 2010 : Esprits criminels (15 épisodes)
- 2009 : Washington Field (téléfilm)
- 2011 : Criminal Minds Suspect Behavior (13 épisodes)
- 2011 : Partners (téléfilm)
- 2013 - 2015 : Crossing Lines (34 épisodes)
- 2014 : State of Affairs (1 épisode)
- 2018 : Ice (1 épisode)